# Centaurea akroteriensis
Centaurea akroteriensis — вид квіткових рослин айстрових (Asteraceae). Ендемік Італії (Саленто, Південна Апулія).

## Морфологічна характеристика
Зелені частини рослини павутинисті. Квітки лілово-пурпурові.